# Trdna raztopina
Trdna raztopina je raztopina enega ali več trdnih topljencev v trdnem topilu. Trdne raztopine so včasih imenovali mešani kristali.
Če ostane kristalna struktura topila po dodatku topljencev nespremenjena in če ostane zmes v eni sami homogeni fazi, se takšna zmes ne obravnava kot spojina, pač pa kot raztopina. To se pogosto dagaja kadar sta dva elementa, običajno kovini, v periodnem sistemu elementov zelo skupaj; kemične spojine nastajajo na splošno ravno nasprotno med kovinami, ki so v periodnem sistemu bolj oddaljene.

## Nastanek
Topljenec se lahko vgradi v kristalno strukturo topila na dva načina: substitucijsko, tako da v kristalni strukturi zamenja del atomov topila, ali intersticijsko, tako da se vrine v medprostore v kristalni mreži topila. Topljenec v obeh primerih vpliva na  lastnosti raztopine, ker poruši kristalno strukturo in s tem tudi fizikalno in električno homogenost topila.

#### Substitucijska trdna raztopina
Nekatere zmesi so pripravljene tvoriti trdne raztopine na širokem območju koncentracij, medtem ko druge zmesi sploh ne tvorijo raztopin. Nagnjenost katerih koli dveh snovi k tvorjenju trdne raztopine je zapletena in je odvisna od njunih kemijskih, kristalografskih in kvantnih lastnosti. Substitucijske trdne raztopine se skladno s  Hume-Rotheryjevimi pravili  lahko tvorijo, če imata topilo in topljenec
- podobne atomske polmere, ki se razlikujejo za največ 15%,
- enako kristalno strukturo,
- podobno elektronegativnost in
- podobno valenco.

Značilna substitucijska trdna raztopina je medenina, ki je zlitina bakra in cinka. 

#### Intersticijska trdna raztopina
Intersticijske trdne raztopine nastanejo kadar se atomi topljenca vrinejo v prazne prostore (intersticije) med atomi topila. Pogoja za nastanek takšnih raztopin sta:
- premer atomov topljenca mora biti manjši od 0,59 × premer atomov topila,
- topilo mora biti bolj elektropozitivno od topljenca.

V intersticijskih raztopinah je topnost bistveno manjša kot v substitcijskih. V takšnih raztopinah se lahko pojavijo večje napake v kristalni strukturi, ki povzročijo velike spremembe lastnosti nastalih raztopin. 
Značilna intersticijska trdna raztopina je ogljikovo jeklo, v katerem so v kristalno strukturo železa vrinjeni atomi ogljika.

## Fazni diagrami
Fazni diagram na Sl. 1 prikazuje zlitino dveh kovin, ki tvorita substitucijsko trdno raztopino na območju vseh relativnih koncentracij. Pri takšnih zlitinah se lastnosti spreminjajo zvezno, se pravi, da ne prihaja do skokovitih sprememb in da so spremembe sorazmerne deležu topljenca v zlitini. Topnost komponent v tekočem in trdnem stanju je v tem primeru neomejena. 
Binarni fazni diagram na Sl. 4 prikazuje faze zmesi snovi α in β pri različnih koncentracijah.  Področje, označeno z α, je trdna raztopina, v kateri je β topljenec v matrici α. Na drugi strani koncentracijske skale je področje β, ki je tudi trdna raztopina, v kateri je α topljenec v matrici β. Veliko trdno področje med obema trdnima raztopinama, označeno z α + β, ni trdna raztopina. Preiskava mikrostrukture je pokazala, da sta na tem področju prisotni dve fazi – trdna raztopina α in trdna raztopina β, ki imata lahko na primer lamelno ali zrnato strukturo.  

## Uporaba
Trdne raztopine imajo pogosto bolj uporabne lastnosti kot čiste snovi, zato imajo velik gospodarski pomen. Takšne so na primer zlitine, v katerih lahko že manjša količina topljenca zelo spremeni mehanske in električne lastnosti topila. 
Točka na Sl. 4, v kateri področje tekoče faze, označene z L, doseže svoj minimum, se imenuje evtektična točka ali evtektična zmes, ki ima najnižje možno tališče. Evtektična zmes svinca in kositra ima sestavo 37% svinca in 63% kositra. Diagram je zelo uporaben pri sestavljanju zlitin za spajkanje. Za ročno spajkanje elektronskih komponent je pomembno, da spajka takoj po ohladitvi preide v trdno fazo, se pravi da mora imeti sestavo evtektične zmesi, za spajkanju pločevine pa je pomembno, da je prehod počasnejši in omogoči oblikovanje spoja s takšnim ali drugačnim orodjem. V slednjem primeru se uporablja zmes s 70% svinca in 30% kositra. 

## Ekssolucija
Kadar postane trdna raztopina nestabilna, na primer zaradi znižanja temperature, pride do razpada raztopine v dve ali več faz, pri čemer ostane kemijska sestava snovi kot celote nespremenjena. Primer zakšnega razpada je mineral pertit, v katerem se tanki beli sloji albita  izmenjujejo z značilno rožnatim  mikroklinom.

## Primeri
- Chen, Jing; Xu, Zhi-qin (december 2005). »Pargasite and ilmenite exsolution texture in clinopyroxene from the Hujialing Garnet-Pyroxenite, Su-lu U.H.P. Terrane, Central China: A geodynamic Implication« (PDF). European Journal of Mineralogy. 17 (6): 895–903. doi:10.1127/0935-1221/2005/0017-0895.{{navedi časopis}}:  Vzdrževanje CS1: samodejni prevod datuma (povezava)
- Petersen, U. »Introduction to Ore Microscopy II; Mineral Paragenesis« (PDF). Arhivirano iz prvotnega spletišča (PDF) dne 11. aprila 2006. Pridobljeno 27. septembra 2010.

## Vir
- J. Ruge in H. Wohlfahrt,  Technologie der Werkstoffe: Für Studenten des Maschinenbaus und Bauingenieurwesens, der Verfahrenstechnik und der Werkstoffkunde,   Vieweg+Teubner Verlag (2002), str. 47 – 48, ISBN 3528630213